# Retrat del cardenal Pietro Bembo
El retrat del cardenal Pietro Bembo és un quadre de Ticià pintat a l'oli sobre llenç amb unes dimensions de 94,5 × 76,5 cm. Està datat entre els anys 1539 - 1540 i actualment es conserva en la National Gallery of Art de Washington DC.

## Història
Es creu que va ser el propi cardenal Pietro Bembo qui va encarregar el quadre a Ticià a l'octubre de 1539, abans del seu trasllat a Roma des de Venècia, i el més probable és que ho fes per commemorar el seu nomenament de cardenal al març d'aquest any. Segurament sigui aquesta obra la que el cardenal cita en una carta seva de maig de 1540. Ticià ja havia retratat a Pietro Bembo en almenys una altra ocasió.(Retrat de Pietro Bembo ancià)
Cedit a Leone Galli la pintura es trobava a Roma en 1636 formant part de la col·lecció del cardenal Antonio Barberini per passar posteriorment a la del Papa Urbà VIII. Va romandre a Roma en col·leccions familiars fins a 1890 quan el marxant d'art Elia Volpi va tramitar la seva adquisició per a la galeria P & D Colnaghi & Co. Cedit en el 1906 a Charles M. Schwab de Nova York l'obra passaria a formar part de la col·lecció Kress nel en 1942 i d'aquí a la Galeria Nacional d'Art de Washington D.C. el  1952 on roman.

## Descripció i característiques
El cardenal, en posi oficial i sobre un fons fosc, es mostra de mig cos amb el tors girat a la dreta i el rostre a l'esquerra. Vesteix l'hàbit cardenalici amb birreta i musseta porpra sobre una sotana blanca. El gest retòric de la mà, amb el braç aixecat i el ferm rostre de gest concentrat, com si estigués debatent amb algú, ens donen una idea de l'agudesa i elevat intel·lecte del personatge.
El front és elevat, la barba llarga i blanca finament arreglada, el nas prim i aguilenc, les galtes enfonsades i la boca tancada. I sobretot destaquen els seus ulls foscos i alertes que capturen la nostra atenció. Però malgrat els signes d'edat que mostra, en la fermesa de la seva posi aparenta una edat més jove de la qual tenia aleshores, més de setanta anys.
La posició del braç paral·lel al marc i a la vora de la musseta confereixen volum a la figura que s'erigeix com un bust escultòric romà o com una obra contemporània a l'estil de Vittoria.